# 전령 RNA

전령 RNA의 '생활사'는 진핵세포 안에서 일어난다. RNA는 세포핵 안에서 전사 과정이 진행되고, RNA가 세포질로 운반되어 리보솜에 의해 번역된다. 전령 RNA가 생을 마치면(전사와 번역이 종료된 후) 퇴화되고 소멸한다.

전령 RNA(영어: messenger RNA, mRNA)는 RNA 분자가 화학적으로 암호화된 단백질을 생산하는데 있어서 '설계도'와 같은 역할을 한다. mRNA는 DNA 원형으로부터 전사되고, 유전정보에 암호(코돈)를 부여하여 단백질 합성이 일어나는 장소인 리보솜으로 운반해준다. 이 핵산 중합체는 단백질 중합체 내부의 아미노산을 번역한다. DNA와 같이 mRNA에서, 유전 정보가 뉴클레오타이드의 배열을 결정하는데 있어 코돈의 정렬이 각각 세가지의 염기(화학)로 구성되어 있다. 종결 코돈을 제외(종결 코돈은 염기서열이 UAA, UAG, UGA로 다른 코돈들과 달리, 특정한 아미노산을 암호화 하지 않아 단백질 합성이 종결될 수 있다.)한 각각의 코돈이 특정한 아미노산을 암호화하고, 단백질 합성을 끝마친다. 이러한 과정은 두 종류의 RNA가 필요하다.
운반 RNA(tRNA)와 리보솜 RNA(rRNA)가 있는데 운반 RNA는 mRNA의 염기로 구성된 코돈을 정확하게 인식하고 특이적인 아미노산을 운반해야하는 tRNA의 구조 중에서 각 tRNA의 안티코돈은 mRNA에 존재하는 코돈과 상보적인 염기로 결합하여 인식한 후 아미노산 결합부위 말단에 특이적으로 결합된 아미노산을 리보솜에게 공급된다. 리보솜 RNA(rRNA)는 리보솜을 구성하는 단백질과 rRNA의 성분이며, 리보솜은 진핵 세포인 경우 인(Nucleolus)에서 전사된 rRNA와 즉각적으로 리보솜 구성 단백질과 조립되어 rRNA를 안정화시킬 수 있어 효율적이다.

## 전사, 중합, 그리고 종결
짧은시간 존재하는 전령 RNA(mRNA) 분자의 시작은 전사 그리고 최종적으로 감성(degradation)단계이다. mRNA가 살아있는 동안, mRNA 분자는 편집, 그리고 수송보다 중요한 번역과정을 한다. 진핵생물 mRNA 분자는 빈번하게 광범위한 처리과정, 그리고 수송과정이 필요하지만, 원핵생물 분자는 이러한 과정이 필요하지 않다.

간단한 그림으로 설명되어있는 전사과정의 기초단계이다. 여기서 RNAP는 RNA Polymerase = RNA 중합효소를 뜻한다.

### 전사(유전학)
전사과정이 진행되는 동안, RNA 중합효소는 mRNA가 필요한 DNA유전자를 복사하여 생성시킨다. 이러한 과정은 진핵세포나 원핵세포의 처리과정이 비슷하다. 하지만, 한가지 감지하는 것이 다른데, 이는 원핵 세포의 RNA 중합효소(ααββ' = 핵심중합효소)는 mRNA-처리 효소를 전사과정중에 처리를 하게 되는데 그 결과 전사과정이 시작한 후의 처리과정이 빠르게 진척된다. 생명이 짧은 경우, 처리되지 않거나 부분적으로 처리가 되는데, 처리되지 않은 생성물을 용어로 명칭하면 "전구체-전령RNA = precursor-mRNA"라 하고, 일부분이 처리되어 나온 생성물을 용어로 명칭하면 "성숙-전령RNA = mature-mRNA"이다.

### 진핵세포 성숙-전령 RNA(mature-mRNA)의 처리
전령 RNA(mRNA)의 처리는 진핵세포, 세균, 그리고 고균 사이에 큰 차이가 있다. "진핵세포가-아닌" 즉 원핵세포의 mRNA는

### 진핵생물 전구체-mRNA의 가공
mRNA의 가공은 진핵생물, 박테리아, 그리고 고균 사이에서 크게 다르다. 비 진핵세포 mRNA는 본질에서 전사시 성숙하며(진핵생물 전구체-mRNA = Eukaryotic pre-mRNA와 같은 경우)이러한 드문 경우를 제외하고, 아무런 가공이 필요하지 않다. 그러나 진핵세포에서는 전사후 인트론 부분을 제거하고 실질적으로 필요한 엑손부분만 이어붙이는 가공을 한다.

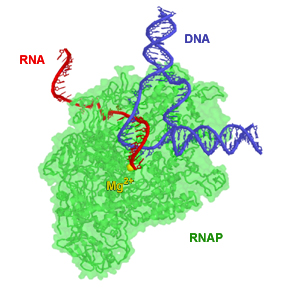
윗 사진의 RNA 중합효소(RNAP = RNA Polymerase)는 원핵생물 중 진정세균에 해당하는 Themus Aquaticus로 사진에 나와있듯이 신장(elongation)이 진행되고있다. 일부분의 효소들은 투명하게 보이는 부분이 있는데 RNA 부분이 DNA 부분보다 더 투과성이 높다, 그리고 활성 부위에는 노란색으로 보이는 마그네슘(Magnesium)이 위치한다.

### RNA 중합효소
원핵세포의 RNA 중합효소(RNA polymerase)와 진핵세포의 RNA 중합효소는 같은 효소가 아니다. 원핵세포의 RNA 중합효소는 ααββ' 핵심중합효소를 사용하고, 진핵세포의 RNA 중합효소는 다양한 유전자의 조직특이적인 발현(expression)을 유발시키기 위해 전사인자(TF : transcription factor)를 이용하여 발현을 촉진시킨다. 즉 진핵세포는 RNA pol I, II, III의 RNA 중합효소를 가진다.

#### 원핵세포의 RNA 중합효소
원핵세포는 α 소단위가 2개, β 소단위와 β' 소단위가 핵심중합효소를 구성하는 성분이 된다. 원핵세포의 RNA 중합효소는 σ 인자(Sigma factor)가 제거된 핵심중합효소는 중합(polymerization)속도는 빠르지만(RNA 중합효소를 구성하는 여러 인자 중에 σ 인자가 제거된 핵심중합효소는 빠른속도로 주형 DNA를 따라 RNA를 중합시킬 수 있다.) 프로모터(promoter)에 대한 특이성(specificity)이 없고 결합력(bonding strength)이 약화된다. 따라서 RNA pol(RNA polymerase)내부에서 대략 7n.t의 안정적인 RNA가 중합된 후에 σ 인자가 방출된다.(abortive initiation)

#### 진핵세포의 RNA 중합효소
진핵세포는 대다수의 유전자를 포함하며 대부분의 진핵세포는 다세포 생물체를 구성하므로 다양한 유전자의 조직특이적 유전자발현(tissue-specific gene expression)을 유발시키기 위해 전사인자(transcription factor)를 이용하여 유전자의 발현을 촉진시킨다. 즉, RNA pol는 3가지를 포함하여 그 기능이 특성화되어 있다. RNA pol I은 리보솜 RNA(rRNA)<18-5.8-28S rRNA>가 전사, RNA pol II는 전령 RNA(mRNA)의 전사, RNA pol III은 운반 RNA(tRNA)와 5S 리보솜 RNA(rRNA)의 전사이다. 각 프로모터(promoter)에 특이적인 전사인자가 활성화되면 프로모터에 결합하여 RNA pol의 결합을 촉진(acceleration)하게 되므로 다양한 호르몬(hormone)에 의한 신호전달계가 전사인자의 활성을 조절하게 된다.

## 같이 보기
- 전사체